# National Soccer League 1980
La National Soccer League 1980 fue la cuarta temporada de la National Soccer League, la liga de fútbol profesional en Australia. Desde 1977, la Federación de Fútbol de Australia (FFA) estuvo al frente de la organización.
En este certamen, el equipo Blacktown City FC participó por primera vez al ser promovido de la segunda división. El campeón de esta edición fue el Sydney City Soccer Club, por haber conseguido un total de 37 puntos, siendo el segundo equipo más goleador del certamen después del Heidelberg United; este sería su segundo título en la historia del campeonato. Mientras que el St. George Saints fue relegado a la National Premier Leagues NSW.
Tanto Sydney City como el Heidelberg United se perfilaban como los grandes favoritos al torneo.

## Equipos participantes
| Equipo                    | Ciudad     | Estadio                         |
| ------------------------- | ---------- | ------------------------------- |
| Sydney City Soccer Club   | Sydney     | Hensley Athletic Field          |
| Marconi Stallions         | Fairfield  | Marconi Stadium                 |
| Heidelberg United         | Melbourne  | Olympic Village                 |
| Adelaide City             | Adelaide   | Adelaide City Park              |
| APIA Leichhardt Tigers FC | Sydney     | Lambert Park                    |
| St George-Budapest        | St George  | St George Stadium               |
| West Adelaide             | Adelaide   | Adelaide Shores Football Centre |
| Footscray JUST            | Melbourne  | Schintler Reserve               |
| Brisbane Lions            | Brisbane   | Luxury Paints Stadium           |
| Brisbane City             | Queensland | Spencer Park                    |
| South Melbourne           | Melbourne  | Lakeside Stadium                |
| Blacktown City FC         | Blacktown  | Lily Homes Stadium              |
| Canberra City             | Canberra   | Canberra Stadium                |
| Newcastle KB United       | Newcastle  | International Sports Centre     |

## Clasificación
| Posición              | Equipo                 | PJ | PG | PE | PP | GF | GC | GD  | Puntos |
| --------------------- | ---------------------- | -- | -- | -- | -- | -- | -- | --- | ------ |
| 1                     | Sydney City            | 26 | 16 | 5  | 5  | 51 | 26 | +25 | 37     |
| 2                     | Heidelberg United      | 26 | 15 | 6  | 5  | 55 | 33 | +22 | 36     |
| 3                     | South Melbourne FC     | 26 | 15 | 5  | 6  | 42 | 21 | +21 | 35     |
| 4                     | Marconi Fairfield      | 26 | 14 | 6  | 6  | 53 | 32 | +21 | 34     |
| 5                     | Adelaide City          | 26 | 13 | 4  | 9  | 40 | 27 | +13 | 30     |
| 6                     | Newcastle KB United    | 26 | 12 | 6  | 8  | 32 | 31 | +1  | 30     |
| 7                     | Brisbane Lions         | 26 | 7  | 11 | 8  | 28 | 32 | -4  | 25     |
| 8                     | APIA Leichhardt Tigers | 26 | 8  | 7  | 11 | 27 | 35 | -8  | 23     |
| 9                     | Footscray JUST         | 26 | 7  | 9  | 10 | 32 | 41 | -9  | 23     |
| 10                    | Canberra City          | 26 | 7  | 7  | 12 | 34 | 33 | +1  | 21     |
| 11                    | Blacktown City FC      | 26 | 9  | 3  | 14 | 34 | 55 | -21 | 21     |
| 12                    | Brisbane City          | 26 | 4  | 10 | 12 | 29 | 36 | -7  | 18     |
| 13                    | West Adelaide          | 26 | 7  | 3  | 16 | 24 | 46 | -22 | 17     |
| 14                    | St. George Saints      | 26 | 5  | 4  | 17 | 32 | 65 | -33 | 14     |
| Estadísticas finales. |                        |    |    |    |    |    |    |     |        |

| Nota: | Una victoria equivale a dos puntos y un empate a uno. |
|       |                                                       |
|       | Campeón de Australia.                                 |
|       | Equipo relegado a la National Premier Leagues NSW.    |

## Premios
- Jugador del año: Jim Hermiston (Brisbane Lions)[4]
- Jugador del año categoría sub-21: John Spanos (Sydney City)[4]
- Goleador: Gary Cole (Heidelberg United - 21 goles)[4]
- Director técnico del año: John Margeritis (South Melbourne)[4]